# سهره‌های بال‌زرشکی
سهره‌های بال‌زرشکی (نام علمی: Rhodopechys) سرده‌ای از سهره‌ها است که دارای دو گونه زیر است:
| نگاره | نام علمی               | نام رایج               | پراکندگی                  |
| ----- | ---------------------- | ---------------------- | ------------------------- |
|       | Rhodopechys sanguineus | سهرۀ بال‌زرشکی آسیایی   | ترکیه به شمال شرق پاکستان |
|       | Rhodopechys alienus    | سهره بال‌زرشکی آفریقایی | مراکش و الجزایر           |

سهره خاکی، Carduelis obsoleta (در گذشته Rhodopechys obsoleta)، مشخص شده است که وابسته به (زیر) سردهٔ Chloris در سرده Carduelis است که توسط توالی‌های دی‌ان‌ای، آواز و الگوی خط چشم مشخص می‌شود. ارتباط نزدیکی با سهره‌های سبز دارد (زامورا و همکاران، ۲۰۰۶).